# 分钟寺
分钟寺是北京的一个地名，位于丰台区东南部左安门外，为北京三环路东南角一个交通节点，是去往天津和塘沽的京津塘高速公路的起点。分钟寺桥南侧的小红门路设有地铁10号线分钟寺站，四川省人民政府驻北京办事处亦位于该站东南侧。
分钟寺一说得名于粉妆寺古迹。粉妆寺创建时间已无考，明清时期皇帝与王公大臣去南苑围场狩猎会经过此处，家眷在寺内休息梳妆，故名粉妆寺。当地人不喜这个名字而谐音为“分钟寺”。另一说则是一位老人常年在此打更，后建庙宇铸钟报时，庙宇名分钟寺，地名也沿袭而来。
但根据文史研究者户力平对当地的走访，分钟寺本名为“坟庄子”，因当地十几户专门给人看坟的人家而得名，后来因名称不吉利而雅化为“粉妆寺”，并由此附会出后妃随皇帝去南苑狩猎，在此梳妆打扮的典故。